# Rufus Ingalls

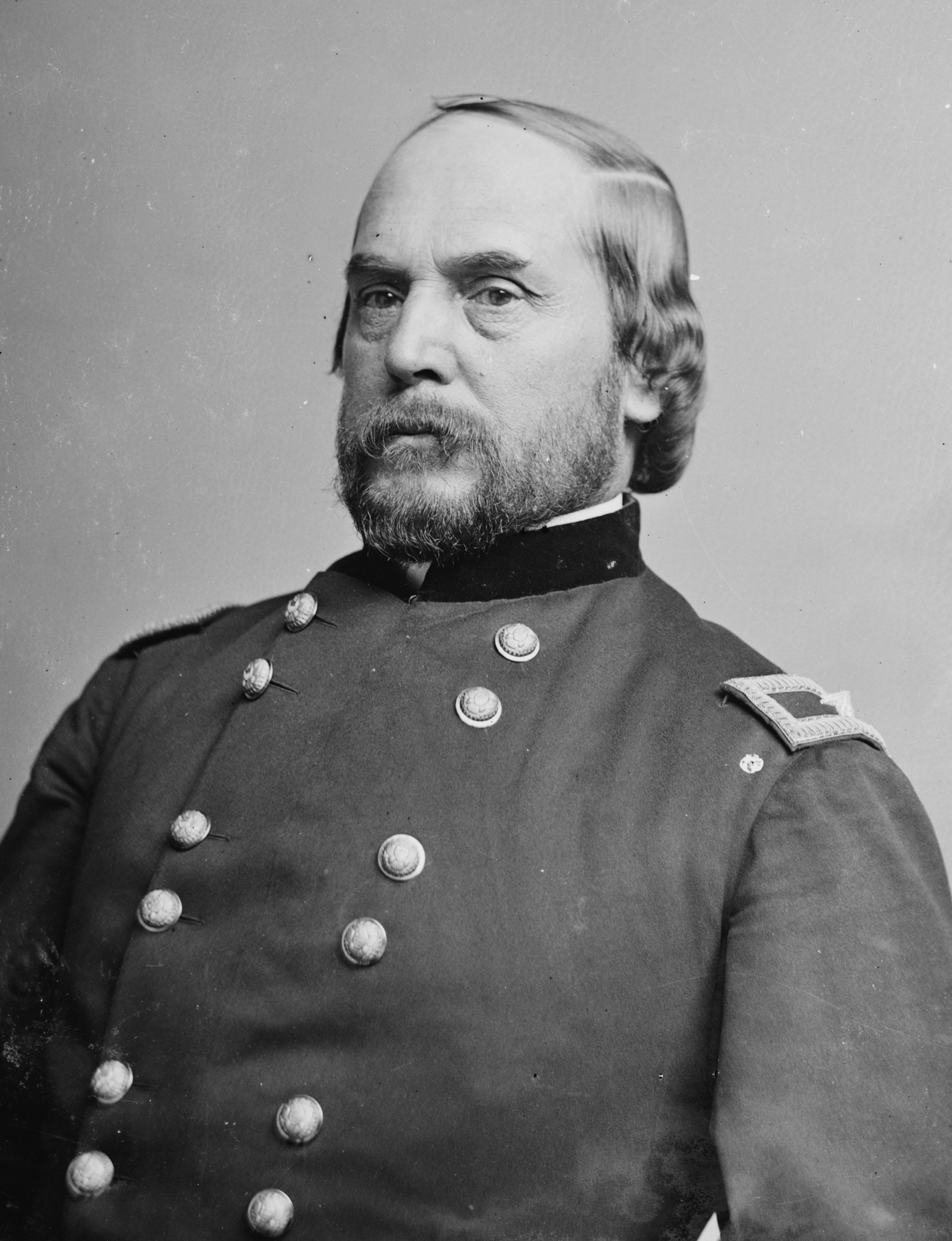
Rufus Ingalls

Rufus Ingalls (* 23. Mai 1820 in Denmark, Maine; † 15. Januar 1893 in New York City) war ein US-amerikanischer Brigadegeneral der US Army.

## Leben

### Mexikanisch-Amerikanischer Krieg
Nach dem Schulbesuch trat Ingalls in die US Military Academy in West Point ein und wurde nach deren Abschluss 1843 Unterleutnant im Rifle Corps, dann aber 1845 zum 1. Dragonerregiment versetzt. Während des Mexikanisch-Amerikanischen Krieges von 1846 bis 1848 nahm er an den Schlachten von Embudo und Taos teil und wurde am 16. Februar 1847 zum Oberleutnant befördert. Am 12. Januar 1848 erfolgte seine Beförderung zum Hauptmann sowie Ernennung zum stellvertretenden Quartiermeister seines Regiments.
Danach diente er mit seiner Einheit in Kalifornien sowie Oregon und nahm an der von Oberst Edward J. Stedtoe geführten Expedition durch den nordamerikanischen Kontinent teil. Zwischen 1856 und 1860 war er Stabsoffizier in dem von General William Selby Harney kommandierten Fort Vancouver und nahm in der Funktion am Schweinekonflikt 1859 teil.

### Sezessionskrieg und Nachkriegszeit

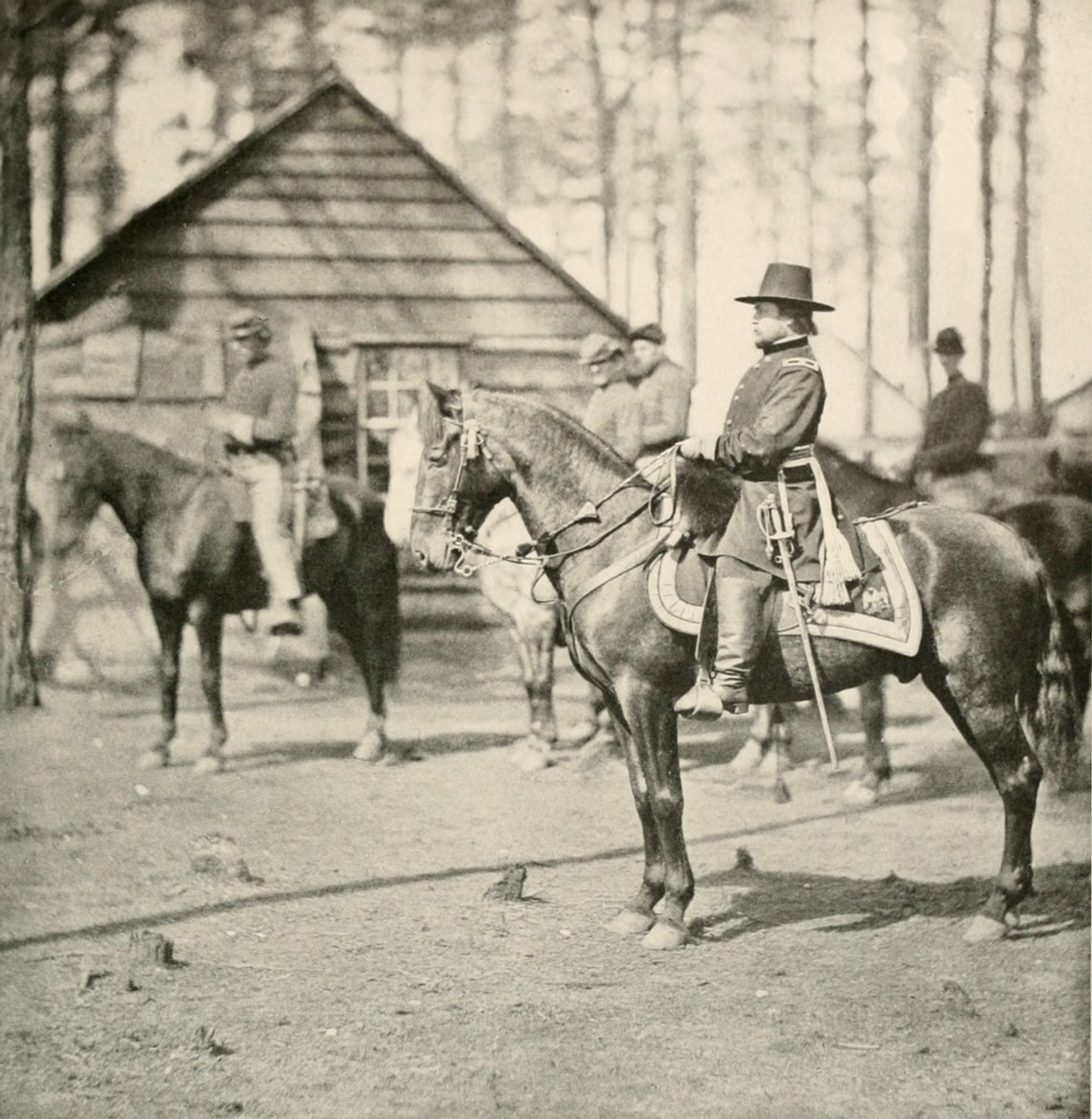
Brigadegeneral Ingalls während des Sezessionskrieges

Zu Beginn des Sezessionskrieges wurde er im April 1861 ins Fort Pickens nach Florida versetzt und dann im Juli 1861 zur Potomac-Armee. Am 28. September 1861 wurde er zum Oberstleutnant befördert und zum Aide-de-camp von General George B. McClellan ernannt. Im Anschluss war er zwischen Januar 1862 und dem Ende des Bürgerkrieges 1865 Oberquartiermeister der Potomac-Armee. In dieser Funktion nahm er an den Schlachten von South Mountain (September 1862), Antietam (September 1862), Fredericksburg (Dezember 1862), Chancellorsville (Mai 1863), Gettysburg (Juli 1863) und den folgenden Schlachten bis zur Kapitulation der Confederate States Army von General Robert E. Lee teil.
Am 23. Mai 1863 wurde er zunächst Brigadegeneral der Freiwilligentruppen und empfing 1864 den Brevet-Rang eines Brigadegenerals der US Army. Im Juni 1864 übertrug Generalleutnant Ulysses S. Grant ihm auch die Verwendung für die Versorgung der Truppen und damit verbunden den Auftrag zum Bau eines großen Materialdepots in City Point. Für seine ausgezeichneten Dienste während des Bürgerkrieges wurde ihm am 13. Mai 1865 der Brevet-Rang eines Generalmajors verliehen, ehe er am 1. September 1866 aus dem freiwilligen Militärdienst ausgemustert wurde.
Wenige Monate später wurde er im April 1867 in den regulären Militärdienst übernommen und war als Oberst bis zum 31. Juli 1876 Oberquartiermeister von New York City. Diese Funktion übernahm er nach Verwendungen in Divisionen am Pazifik und Missouri erneut zwischen dem 1. März 1881 und dem 14. März 1882, ehe er anschließend im Rang eines Brigadegenerals 16. Generalquartiermeister der US Army war. In dieser Funktion war er Nachfolger von Brigadegeneral Montgomery C. Meigs sowie des nur zehn Tage amtierenden Daniel H. Rucker. Am 1. Juli 1883 schied er auf eigenen Wunsch aus dem aktiven Militärdienst aus und wurde als Quartermaster General von Brigadegeneral Samuel B. Holabird abgelöst.
Nach seinem Tod wurde er mit militärischen Ehren auf dem Nationalfriedhof Arlington beigesetzt.